# Chauncey Billups
Chauncey Ray Billups (Denver, 25 de setembro de 1976) é um ex-jogador e treinador norte-americano de basquete profissional. Ele atualmente é treinador principal do Portland Trail Blazers. 
Ele jogou basquete universitário pela Universidade do Colorado e foi selecionado pelo Boston Celtics como a terceira escolha geral no draft da NBA de 1997. Billups passou a maior parte de sua carreira de 17 anos no basquete jogando pelo Detroit Pistons, ganhando o Prêmio de MVP das Finais da NBA em 2004, quando ajudou o time a vencer o Los Angeles Lakers nas finais. 
Sendo eleito cinco vezes para o NBA All-Star e três vezes para o All-NBA Team, ele também jogou por Toronto Raptors, Denver Nuggets, Minnesota Timberwolves, New York Knicks e Los Angeles Clippers.
Os Pistons aposentaram sua camisa número 1 em 2016. Ele começou a treinar como assistente dos Clippers durante a temporada de 2020-21. Billups foi nomeado treinador principal do Portland Trail Blazers em 2021. Em 2024, foi anunciado que Billups seria introduzido no Basketball Hall of Fame.

## Carreira no ensino médio
Nascido em Denver, Colorado, Billups se formou na George Washington High School de Denver em 1995. Em George Washington, ele foi eleito Mr. Basketball de Colorado e Jogador do Ano do estado por três vezes.

## Carreira universitária
Billups escolheu a Universidade do Colorado rejeitando as ofertas de Kansas, Georgia Tech, Califórnia e Oklahoma State.
No Colorado, Billups jogou em 55 jogos e teve médias de 18,5 pontos, 5,1 assistências e 5,6 rebotes em 33.9 minutos nas duas temporadas.
Em seu segundo e último ano, a equipe terminou em segundo lugar na Big 12 com um recorde geral de 22-10. Billups, em seguida, levou a equipe a sua primeira aparição no Torneio da NCAA em 28 anos. Eles venceram Indiana na primeira rodada mas perderam para North Carolina na segunda rodada.

## Carreira profissional

### Boston Celtics (1997-1998)
Billups foi selecionado pelo Boston Celtics como a terceiro escolha no draft da NBA de 1997. Ele não se encaixou com o novo técnico dos Celtics, Rick Pitino. Em seu primeiro jogo na carreira, Billups registrou 15 pontos, 2 rebotes e 4 assistências em 16 minutoscomo reserva em uma vitória contra o Chicago Bulls. Em seu oitavo jogo na carreira, Billups registrou 22 pontos, o recorde da carreira, além de 3 assistências e 4 roubos de bola, em uma vitória de 103–99 sobre o Toronto Raptors.
Anos depois, Billups refletiu sobre sua passagem por Boston, comentando: "Isso não ajudou. Isso não me deu a chance de realmente desacelerar e ouvir a mim mesmo, ouvir o jogo e o que está acontecendo. Eu nunca tive essa chance. Foi uma receita para o desastre lá." Além disso, a comissão técnica dos Celtics não sabiam se o escalariam como armador ou ala-armador. 
Cinquenta e um jogos depois, Billups foi negociado com o Toronto Raptors no prazo de negociações.

### Toronto Raptors (1998–99)
Em 18 de fevereiro de 1998, Billups foi negociado com o Toronto Raptors.
Em 22 de fevereiro, em apenas seu segundo jogo com os Raptors, Billups registrou um recorde de 27 pontos, além de 2 rebotes e 5 assistências, em uma vitória de 113–105 sobre o Vancouver Grizzlies. Em 3 de março, Billups registrou 26 pontos, 5 rebotes e 6 assistências em uma derrota de 93–108 para o Utah Jazz. Em 14 de abril, ele registrou 19 pontos, 6 rebotes e 4 assistências em uma vitória de 96–92 sobre o New Jersey Nets.

### Denver Nuggets (1999-2000)
Em 21 de janeiro de 1999, Billups foi negociado com o time da sua cidade natal, Denver Nuggets, em um acordo triplo que também envolveu o Minnesota Timberwolves. Após três meses nos Nuggets, Billups visitou um hospital local de Denver para confortar e inspirar Patrick Ireland, uma vítima do Massacre de Columbine em 1999. Um ano depois, em 1º de fevereiro de 2000, Billups foi negociado com o Orlando Magic.
Billups ficou na lista de lesionados até o fim da temporada devido a uma lesão no ombro e nunca jogou uma partida pelo Magic. Apesar disso, ele foi incluído na foto do time no fim da temporada.

### Minnesota Timberwolves (2000–2002)
Billups foi contratado pelo Minnesota Timberwolves como reserva do então armador Terrell Brandon. Billups trabalharia com seus companheiros de equipe mais experientes em arremessos, tomada de decisão e outros atributos que vinham com a posição de armador na NBA, como aprender a trabalhar de forma mais eficaz com os companheiros de equipe e decidir quais jogadas seriam mais benéficas para o time em uma situação específica.
Em seu primeiro jogo na carreira com os Timberwolves, Billups registrou 15 pontos, 2 rebotes e 5 assistências em uma vitória de 106–98 sobre o Houston Rockets. Em 11 de novembro de 2000, ele registrou seu recorde da temporada em termos de pontos marcados com 31 pontos, além de 5 rebotes e 9 assistências, em uma vitória de 103–92 sobre o Milwaukee Bucks.
Durante a temporada de 2001-02, Brandon sofreu uma lesão séria no joelho e Billups o substituiu tendo uma ótima temporada. Os Timberwolves venceram 50 jogos antes de serem varridos pelo Dallas Mavericks na primeira rodada dos playoffs, com Billups tendo média de 22 pontos na série.

### Detroit Pistons (2002–2008)

#### Primeiro ano em Detroit (2002–2003)

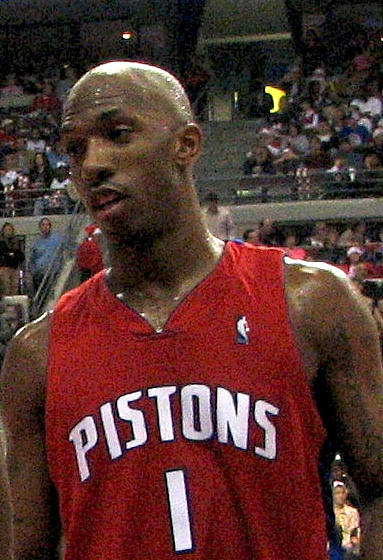
Billups com o Detroit Pistons em 2005

Após sua temporada de sucesso, Billups se tornou um agente livre. Ele queria retornar ao Timberwolves, mas o time queria ver como Brandon responderia à sua lesão no joelho.
Em junho de 2002, Billups assinou um contrato de 5 anos e US$ 35 milhões com o Detroit Pistons para ser o novo armador titular do time. Quando ele assinou com o Pistons, ele foi forçado a ficar com o número 1 porque o número 4 foi aposentado em homenagem a Joe Dumars. Billups rapidamente ganhou o respeito dos fãs e colegas dos Pistons por sua defesa tenaz e arremessos decisivos.
Na temporada de 2002-03, Billups ajudou Detroit a terminar em primeiro lugar geral na Conferência Leste com um recorde de 50-32 na temporada regular. Billups ganhou o apelido de "Mr. Big-Shot" durante a temporada regular. Nos playoffs de 2003, os Pistons surpreendentemente estavam perdendo para o Orlando Magic por 3 a 1, no jogo 5, Billups desempenhou um papel contribuinte na vitória dominante de seu time por 98–67, marcando 15 pontos e evitando a eliminação. No Jogo 6, Billups marcou 40 pontos para ajudar os Pistons a forçar um sétimo jogo. No decisivo Jogo 7, Billups marcou 37 pontos para ajudar a fechar a série por 4–3.
Detroit então venceu o Philadelphia 76ers nas semifinais da Conferência Leste, por 4–2, para avançar para as finais da Conferência Leste. No entanto, Detroit seria varrido pelo New Jersey Nets por 4–0. Rick Carlisle foi demitido como técnico principal na offseason e Larry Brown foi contratado.

#### Título e MVP (2003–2004)

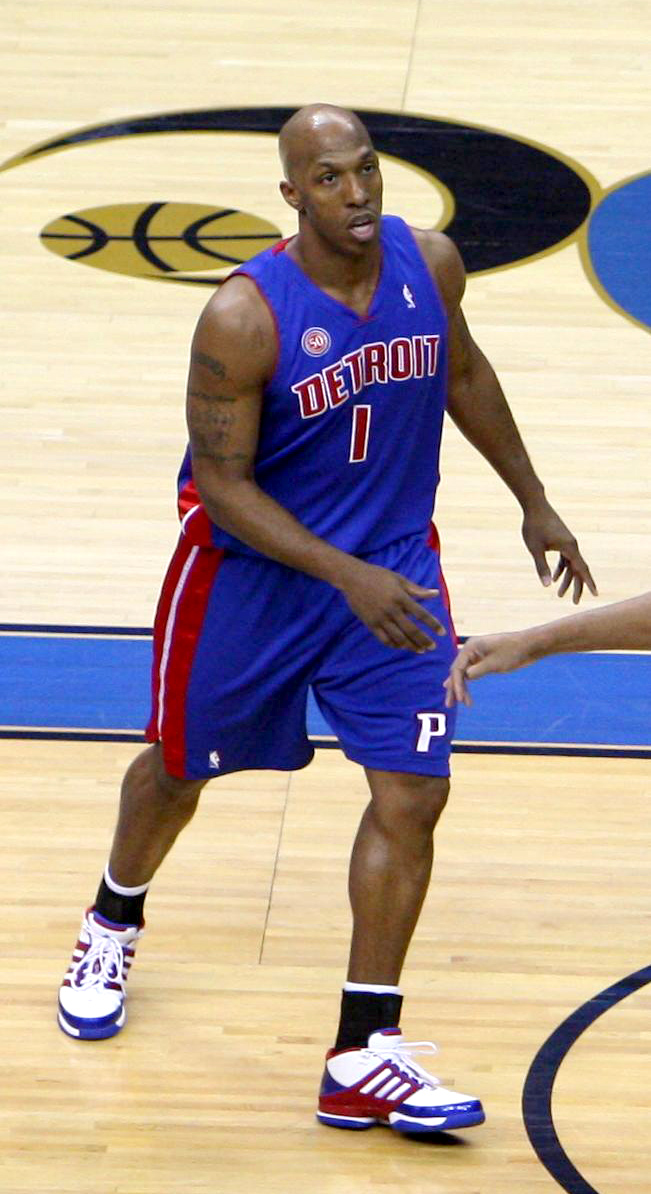
Billups em 2008

Na temporada de 2003-04, Billups teve médias de 16,9 pontos, 5,7 assistências, 3,5 rebotes e 1,1 roubos de bola. Os Pistons melhoraram seu recorde para 54–28, mas isso só foi bom para a terceira colocação na Conferência Leste.
No crucial Jogo 3 durante a série da primeira rodada contra o Milwaukee Bucks, que estava empatado em 1–1, Billups liderou todos os marcadores com 21 pontos e acertaram 4 de 4 lances livres nos últimos 31,2 segundos. Nas semifinais da Conferência Leste contra os atuais campeões da Conferência, New Jersey Nets, Billups fez uma cesta de três no meio da quadra no estouro do cronometro no Jogo 5 para levar o jogo para a prorrogação. Os Pistons perderiam na prorrogação tripla. Finalmente, ele ajudou Detroit a superar um déficit de 3–2 na série para vencer a série por 4–3.
Nas Finais da Conferência Leste contra o Indiana Pacers, os Pistons venceram a série por 4–2.
Billups ajudou Detroit a vencer as Finais da NBA de 2004 sobre o favorito Los Angeles Lakers por 4–1. Ele teve médias de 21 pontos, 5,2 assistências, 3,2 rebotes e 1,2 roubos de bola, além de acertar 50,1% de arremessos, 47,1% da linha de três pontos e 92,9% de lances livres para ganhar o Prêmio de MVP das Finais. Billups disse sobre seu prêmio de MVP: "Todo mundo merece isso. Não só eu. Eu queria poder dividi-lo em treze pedaços e dar um pouco para todos."

#### Equipe-Defensiva (2004–2006)
Na temporada seguinte, Billups foi nomeado para a Segunda-Equipe Defensiva, junto com seu companheiro de equipe Tayshaun Prince, enquanto seu companheiro de equipe e co-capitão dos Pistons, Ben Wallace, levou para casa o Prêmio de Jogador Defensivo do Ano. Os Pistons chegaram às Finais da NBA de 2005, mas perderam para o San Antonio Spurs em sete jogos.
Em 2006, Billups foi nomeado co-capitão do time. Ele foi selecionado para jogar no All-Star Game de 2006 como reserva. Embora ele tenha capitaneado os Pistons para um recorde de 64–18, o melhor da franquia, eles não conseguiram chegar às finais da NBA pela primeira vez em três anos.

#### Últimas temporadas em Detroit (2006–2008)

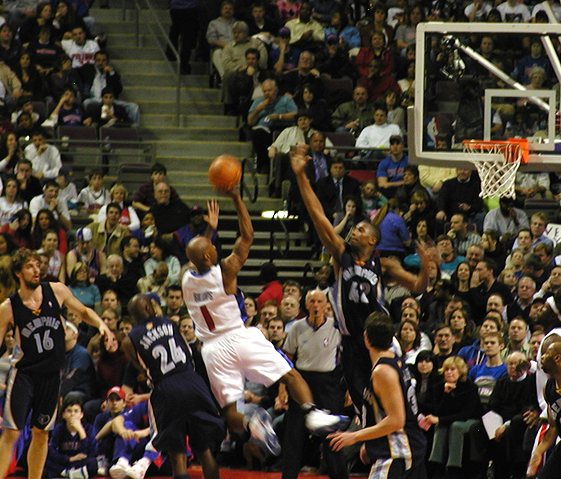
Billups dando um arremesso em um jogo contra o Memphis Grizzlies em 2006

No All-Star Game de 2007, Billups foi escolhido como reserva, junto com seu companheiro de equipe Richard Hamilton, para a Conferência Leste.
Em 11 de julho de 2007, Billups assinou um contrato de quatro anos e US$ 46 milhões com os Pistons. Ele foi um agente livre irrestrito por vários dias após ter optado por sair do contrato anterior, que havia assinado em 2002. Billups foi selecionado para jogar como reserva no All-Star Game de 2008, junto com os companheiros de equipe Richard Hamilton e Rasheed Wallace.
Na primeira rodada dos playoffs de 2008, durante o Jogo 3 contra o Orlando Magic, Billups machucou o tendão da coxa direita quando o armador do Magic, Jameer Nelson, se enroscou na perna esquerda de Billup em uma investida para a cesta. Billups ficaria de fora pelos 3 jogos restantes da série. Billups e os Pistons novamente chegaram às Finais da Conferência Leste contra o Boston Celtics, mas perderam a série por 4 a 2 para os campeões.

### Retorno a Denver (2008–2011)
Em 3 de novembro de 2008, Billups foi negociado de volta para o time de sua cidade natal, o Denver Nuggets, em troca de Allen Iverson. O GM do Pistons, Joe Dumars, disse que foi "a jogada mais difícil que ele fez como gerente geral", descrevendo Billups como "Um cara que eu olhava como um irmão mais novo."
Billups escolheu a camisa 7 para homenagear o quarterback do Denver Broncos, John Elway, já que dois de seus outros números favoritos, 1 e 4, já eram usados por J. R. Smith e Kenyon Martin, respectivamente. Ele jogou sua primeira partida na temporada de 2008–09 em 7 de novembro de 2008. Ele registrou 15 pontos, quatro rebotes e três assistências em 30 minutos na vitória por 108–105. Billups foi o único jogador dos Nuggets a ser selecionado para o All-Star Game de 2009. Ele terminou a temporada com médias de 17,7 pontos e 6,4 assistências.
Com Billups e Carmelo Anthony, os Nuggets alcançaram uma série de recordes da franquia. Seu recorde de 54–28 igualou um recorde da franquia. Isso marcou a primeira vez na história da franquia que o time obteve 50 vitórias em temporadas consecutivas. Eles lideraram a divisão Noroeste por grande parte da temporada, eventualmente vencendo a divisão e ganhando a segunda colocação na Conferência Oeste, igualando a maior colocação que o time já havia sido para os playoffs. Na primeira rodada, eles derrotaram o New Orleans Hornets em 5 jogos, o que incluiu uma margem de vitória de 58 pontos que igualou o recorde. Billups também estabeleceu um recorde da franquia com o maior número de cestas de três pontos em um jogo de playoffs com 8, e suas 19 cestas de três pontos no total são um recorde do Nuggets para cestas de três pontos feitas em uma série de playoffs. Em seu primeiro ano com os Nuggets, Billups os levou de volta às Finais da Conferência da NBA pela primeira vez desde 1985. Eles jogariam contra os Lakers pelo segundo ano consecutivo e acabariam perdendo a série por 4–2. Esta foi a sétima final de conferência consecutiva de Billups. Ele se juntou a Magic Johnson, Michael Cooper, Kareem Abdul-Jabbar e Kurt Rambis como os únicos jogadores a realizar esse feito desde o Boston Celtics das décadas de 1950 e 1960, liderado por Bill Russell. Billups terminou a temporada em sexto na votação do Prêmio de MVP da NBA de 2009.

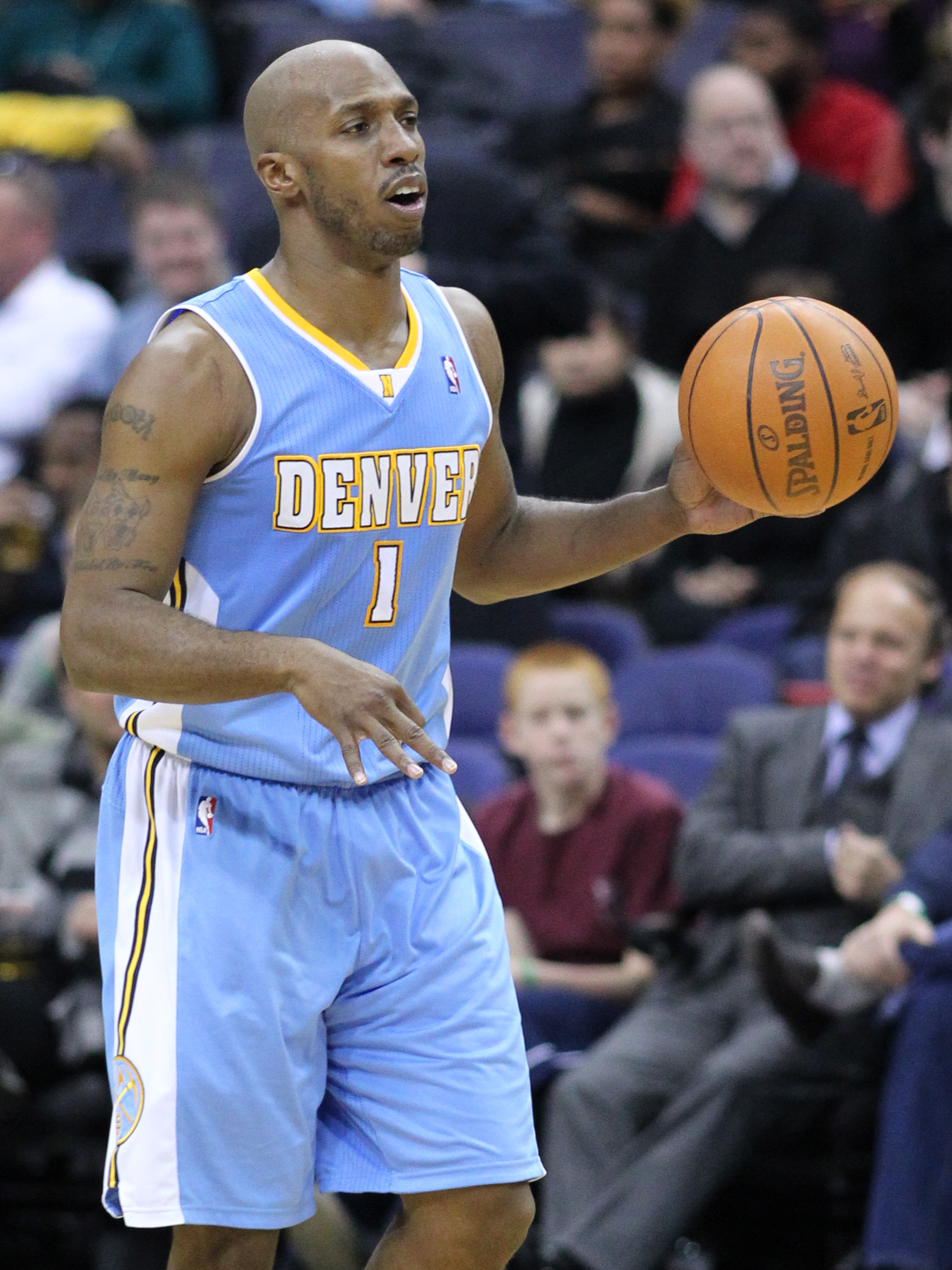
Billups com o Denver Nuggets em 2011

Para a temporada de 2009-10, Billups voltou a usar o número 1, o mesmo número que ele usava com os Pistons. Em 27 de novembro de 2009, na vitória dos Nuggets por 128-125 sobre o New York Knicks, Billups marcou 32 pontos e Carmelo Anthony marcou 50. Isso os tornou apenas a terceira dupla na história da NBA a marcar pelo menos 30 e 50 pontos, respectivamente. Em 5 de fevereiro de 2010, Billups estabeleceu um recorde de pontos na carreira com uma performance de 39 pontos em uma vitória sobre o Los Angeles Lakers. Billups foi escolhido como substituto por David Stern para o armador lesionado dos Hornets, Chris Paul, no All-Star Game de 2010. Durante a temporada de 2010-11, ele teve uma médias de 16,5 pontos, 5,3 assistências e 2,5 rebotes em 32,3 minutos. Sua porcentagem de cestas de três pontos de 44% foi a mais alta da carreira.

### New York Knicks (2011)
Apesar de professar publicamente seu desejo de terminar sua carreira em Denver, sua cidade natal, e se aposentar como membro dos Nuggets, Billups foi negociado com o New York Knicks em 22 de fevereiro de 2011 como parte do acordo de Carmelo Anthony. Billups foi "dano colateral" — como mais de um jornalista esportivo disse — do desejo de Carmelo Anthony de jogar em Nova York e do desejo dos Nuggets de negociar Anthony antes que ele se tornasse um agente livre. "Oh, foi difícil, a coisa mais difícil que já tive que fazer", disse Billups. "Eu tive que contar às minhas meninas que o papai foi negociado, que ele estava indo embora para jogar do outro lado do país. Eu disse a elas que não era minha escolha, que nada poderia ser feito sobre isso. Eu tinha que ir. Não foi uma cena feliz."
Os Knicks terminaram a temporada com um recorde de 42–40 e garantiram a sexta colocação na Conferência Leste e foram para os playoffs pela primeira vez desde 2004. Billups sofreu uma lesão no joelho enquanto jogava contra o Boston Celtics no Jogo 1 dos playoffs de 2011. A lesão manteria Billups afastado pelo restante dos playoffs.
Logo após os Knicks serem eliminados dos playoffs pelos Celtics, Billups mencionou que adoraria retornar aos Knicks na próxima temporada. "Eu adoraria ter a oportunidade de realmente tentar com esses caras", disse Billups. "Não como jogar 30 jogos após uma troca, como realmente ter uma temporada. Ter a oportunidade de realmente ter uma chance justa com esses caras. Eu adoraria." Em dezembro de 2011, os Knicks usaram sua cláusula de anistia sobre Billups e o colocaram em isenção, encerrando seu mandato com os Knicks.

### Los Angeles Clippers (2011–2013)
Após seu mandato com os Knicks chegar ao fim, Billups se tornou um agente livre irrestrito. Muitos acreditavam que um concorrente ao título como o Miami Heat ou o Los Angeles Lakers acabaria adquirindo Billups. No entanto, em 12 de dezembro de 2011, o Los Angeles Clippers reivindicou Billups das isenções. Billups indicou que não queria ser contratado por um time que não estava disputando o título e disse que se aposentaria se estivesse, pressionando a NBA a avisá-lo de que ele estaria "violando seu contrato" se não aparecesse. No entanto, o Clippers acabou negociando com o armador dos Hornets, Chris Paul, dois dias depois. Após a troca de Paul, Billups disse que estava feliz por estar com os Clippers, dizendo que "acho que esses caras estão prontos para dar o próximo salto e espero poder ajudar com isso".
Billups, um armador, foi transferido para a posição de ala-armador, à qual ele ainda estava se acostumando quando se machucou. Em 7 de fevereiro de 2012, uma ressonância magnética revelou uma ruptura no tendão de Aquiles, encerrando sua temporada após apenas 20 jogos.
Em 13 de julho de 2012, Billups renovou com os Clippers em um contrato de um ano e US$2.5 milhões. Ele ficou limitado a apenas 22 jogos durante a temporada por causa de várias lesões, incluindo uma dor nas costas e tendinite no pé esquerdo.
Em 10 de junho de 2013, Billups recebeu o prêmio inaugural de Companheiro de Equipe Twyman–Stokes. Ele ficou honrado com o prêmio e disse: "Para ser honesto com você, meu nome ser mencionado junto com Jack Twyman realmente não me sinto digno. É meio constrangedor." Ele se tornou um agente livre após a temporada.

### Retorno a Detroit (2013-2014)
Em 16 de julho de 2013, Billups assinou um contrato de dois anos e US$ 5 milhões para retornar ao Detroit Pistons. Mais problemas no joelho o fizeram perder a maior parte da temporada de 2013-14, pois ele apareceu em seu menor número de jogos desde a temporada de 1999-2000 e teve as médias mais baixas na carreira em pontos, minutos, roubos de bola, porcentagem de arremessos e porcentagem de três pontos durante o ano. Os Pistons terminaram a temporada com um recorde de 29-53.
Em 30 de junho de 2014, os Pistons anunciaram que não pegariam sua opção de equipe no contrato de Billups para a temporada de 2014-15.
Em 9 de setembro de 2014, Billups anunciou sua aposentadoria da NBA após 17 anos. Ele citou sua saúde como o principal motivo de sua aposentadoria, já que ele nunca apareceu em mais de 22 jogos em suas últimas três temporadas na liga.
Em 10 de fevereiro de 2016, os Pistons aposentaram a camisa número 1 de Billups.

## Carreira na seleção

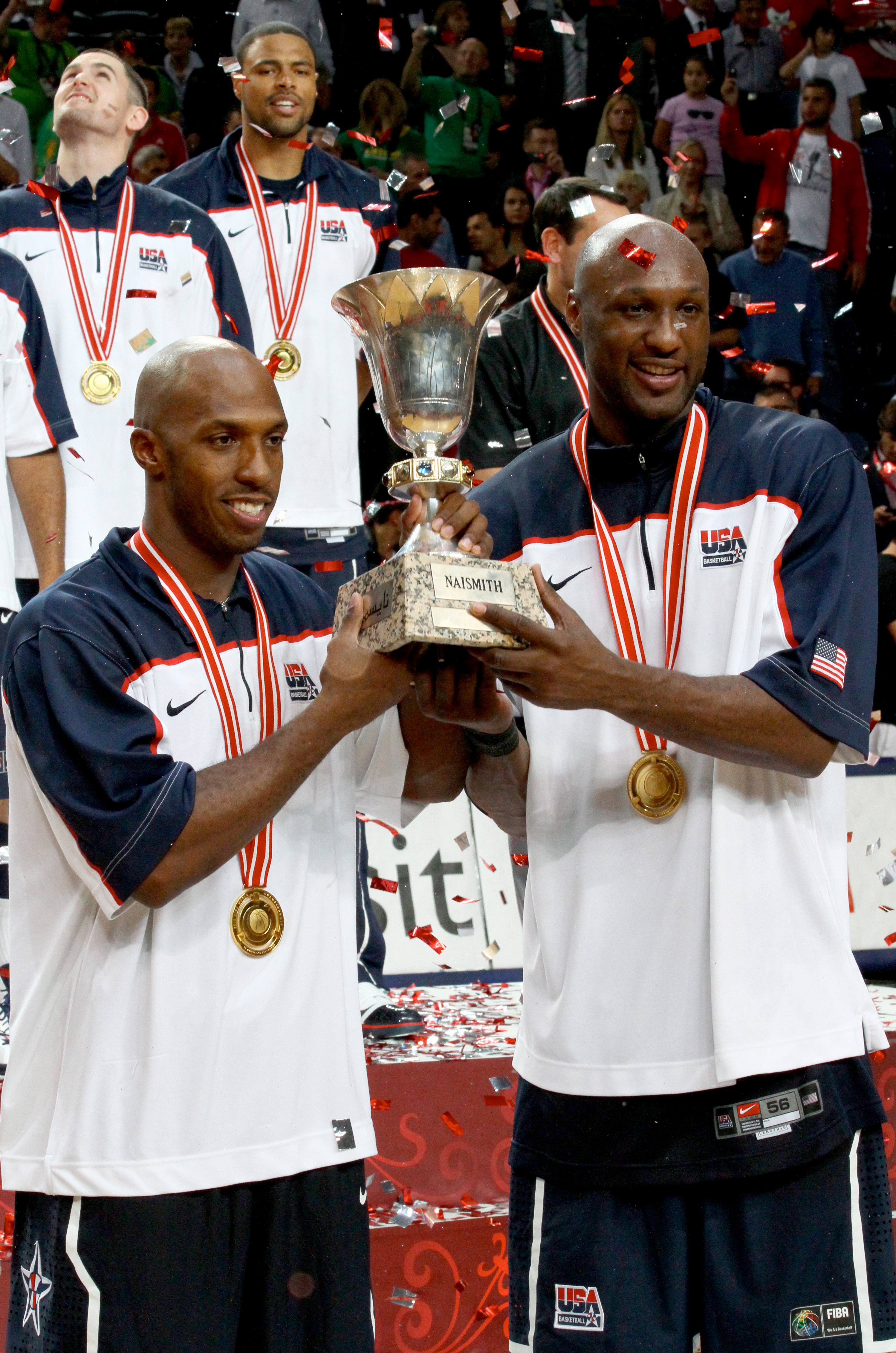
Billups (à esquerda) e Lamar Odom segurando o troféu do Copa do Mundo de 2010

Em 5 de março de 2006, Billups foi selecionado para fazer parte do programa da Seleção Americana de Basquetebol de 2006–2008, desenvolvido para restaurar a seleção de volta ao topo do mundo do basquete após decepções na Copa do Mundo de 2002 e nas Olimpíadas de 2004. Depois de perder a Copa do Mundo de 2006 por motivos pessoais, em 20 de agosto de 2007, Billups foi selecionado para fazer parte da Seleção dos EUA que competiu na Copa América de 2007, um torneio classificatório para as Olimpíadas de Pequim. Saindo do banco, ele, junto com os outros novos membros da equipe, incluindo Kobe Bryant, ajudou os EUA a ficarem invictos no torneio realizado em Las Vegas e ganhar uma vaga nas próximas Olimpíadas. 
Em 17 de junho de 2008, Billups anunciou que não iria competir por uma vaga no time olímpico alegando motivos familiares, embora tenha dito "Eles ficarão bem. E quando eles ganharem o ouro, sentirei que tive uma grande participação na recuperação do nosso domínio por causa do que fizemos no verão passado". Durante as Olimpíadas de 2008, o EUA saiu invicto em seu caminho para sua primeira medalha de ouro desde as Olimpíadas de 2000, derrotando a Espanha na final.

## Carreira como treinador

### Los Angeles Clippers (2020–2021)

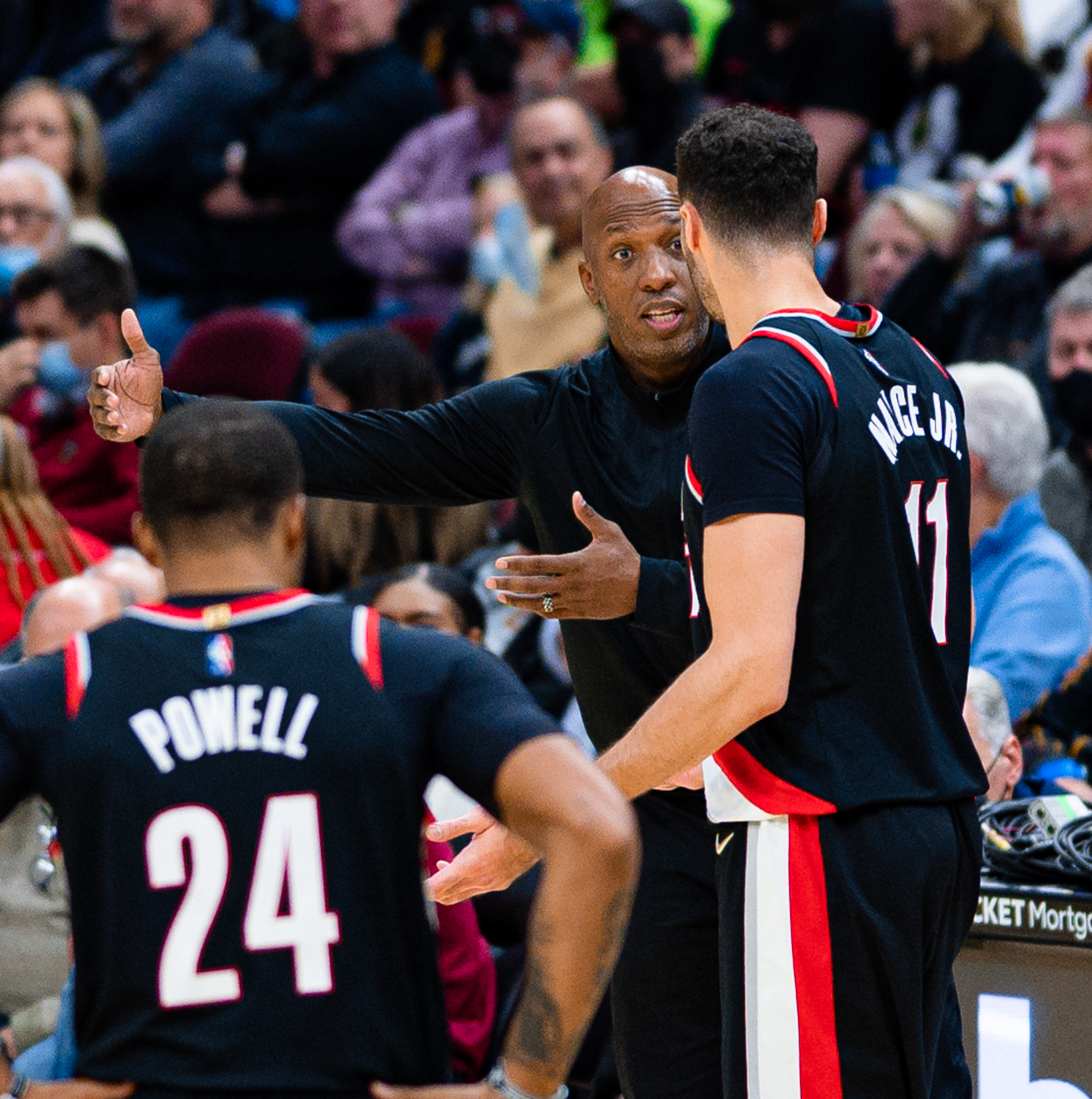
Billups como treinador principal do Portland Trail Blazers em 2021

Em 16 de novembro de 2020, Billups foi contratado como assistente técnico do Los Angeles Clippers sob o comando do técnico Tyronn Lue.

### Portland Trail Blazers (2021–presente)
Em 27 de junho de 2021, Billups foi contratado como técnico principal do Portland Trail Blazers.

## Vida pessoal
Billups tem uma esposa, Piper, e três filhas, Cydney, Ciara e Cenaiya. Seu irmão mais novo, Rodney, jogou como armador da Universidade de Denver de 2002 a 2005, jogou na Europa e na G-League e iniciou uma carreira de treinador, tornando-se o treinador do Denver Pioneers em 2016.
Billups usava o número 4 no ensino médio e na faculdade e, às vezes, durante sua carreira profissional, porque ele idolatrava o ex-jogador dos Pistons, Joe Dumars, presidente de operações de basquete dos Pistons durante seu tempo em Detroit. Seu time favorito da NFL é o Denver Broncos.
Em 16 de junho de 2008, Billups apareceu na Joe Louis Arena para um comício de Barack Obama.

### Alegação de agressão sexual
Em 1997, Billups e seu ex-companheiro, Ron Mercer, foram acusados de agredir sexualmente uma mulher na casa do companheiro de equipe, Antoine Walker. De acordo com uma ação civil, Billups e Mercer agrediram a mulher depois de deixar um clube em Boston em 9 de novembro de 1997.
Um exame médico no dia seguinte revelou lesões consistentes com o testemunho da vítima. Nenhuma acusação criminal foi registrada, mas Billups e Mercer resolveram uma ação civil em 2000.

## Estatísticas da NBA

### Como jogador
| † | Temporada que foi campeão |

#### Temporada regular
| Ano      | Time          | PJ   | MPJ  | AP   | 3P   | LL   | RT  | AS  | BR  | TO | PPJ  |
| -------- | ------------- | ---- | ---- | ---- | ---- | ---- | --- | --- | --- | -- | ---- |
| 1997–98  | Boston        | 51   | 25.4 | .390 | .339 | .817 | 2.2 | 4.3 | 1.5 | .0 | 11.1 |
| 1997–98  | Toronto       | 29   | 31.7 | .349 | .316 | .919 | 2.7 | 3.3 | 1.0 | .1 | 11.3 |
| 1998–99  | Denver        | 45   | 33.1 | .386 | .362 | .913 | 2.1 | 3.8 | 1.3 | .3 | 13.9 |
| 1999–00  | Denver        | 13   | 23.5 | .337 | .171 | .841 | 2.6 | 3.0 | .8  | .2 | 8.6  |
| 2000–01  | Minnesota     | 77   | 23.2 | .422 | .376 | .842 | 2.1 | 3.4 | .7  | .1 | 9.3  |
| 2001–02  | Minnesota     | 82   | 28.7 | .423 | .394 | .885 | 2.8 | 5.5 | .8  | .2 | 12.5 |
| 2002–03  | Detroit       | 74   | 31.4 | .421 | .392 | .878 | 3.7 | 3.9 | .9  | .2 | 16.2 |
| 2003–04† | Detroit       | 78   | 35.4 | .394 | .388 | .878 | 3.5 | 5.7 | 1.1 | .1 | 16.9 |
| 2004–05  | Detroit       | 80   | 35.8 | .442 | .426 | .898 | 3.4 | 5.8 | 1.0 | .1 | 16.5 |
| 2005–06  | Detroit       | 81   | 36.1 | .418 | .433 | .894 | 3.1 | 8.6 | .9  | .1 | 18.5 |
| 2006–07  | Detroit       | 70   | 36.2 | .427 | .345 | .883 | 3.4 | 7.2 | 1.2 | .2 | 17.0 |
| 2007–08  | Detroit       | 78   | 32.3 | .448 | .401 | .918 | 2.7 | 6.8 | 1.3 | .2 | 17.0 |
| 2008–09  | Detroit       | 2    | 35.0 | .333 | .286 | .918 | 5.0 | 7.5 | 1.5 | .5 | 12.5 |
| 2008–09  | Denver        | 77   | 35.3 | .420 | .410 | .900 | 3.0 | 6.4 | 1.2 | .2 | 17.9 |
| 2009–10  | Denver        | 73   | 34.1 | .418 | .386 | .910 | 3.1 | 5.6 | 1.1 | .1 | 19.5 |
| 2010–11  | Denver        | 51   | 32.3 | .438 | .441 | .923 | 2.5 | 5.3 | 1.0 | .2 | 16.5 |
| 2010–11  | New York      | 21   | 31.6 | .403 | .328 | .902 | 3.1 | 5.5 | .9  | .1 | 17.5 |
| 2011–12  | L.A. Clippers | 20   | 30.3 | .364 | .384 | .895 | 2.5 | 4.0 | .5  | .2 | 15.0 |
| 2012-13  | L.A. Clippers | 22   | 19.0 | .402 | .367 | .938 | 1.5 | 2.2 | .5  | .0 | 8.4  |
| 2013-14  | Detroit       | 19   | 16.3 | .304 | .292 | .833 | 1.5 | 2.2 | .4  | .1 | 3.8  |
| Total    | Total         | 1043 | 31.6 | .415 | .387 | .894 | 2.9 | 5.4 | 1.0 | .2 | 15.2 |
| All-Star | All-Star      | 5    | 19.0 | .455 | .320 | .750 | 2.2 | 5.0 | .4  | .0 | 10.2 |

#### Playoffs
| Ano   | Time          | PJ  | MPJ  | AP   | 3P   | LL    | RT  | AS  | BR  | TO | PPJ  |
| ----- | ------------- | --- | ---- | ---- | ---- | ----- | --- | --- | --- | -- | ---- |
| 2001  | Minnesota     | 3   | 8.7  | .167 | .000 | 1.000 | 1.7 | .7  | .0  | .0 | 1.0  |
| 2002  | Minnesota     | 3   | 44.7 | .451 | .400 | .700  | 5.0 | 5.7 | 1.0 | .3 | 22.0 |
| 2003  | Detroit       | 14  | 34.6 | .374 | .310 | .933  | 3.4 | 4.7 | .6  | .1 | 18.0 |
| 2004  | Detroit       | 23  | 38.3 | .385 | .346 | .890  | 3.0 | 5.9 | 1.4 | .1 | 16.4 |
| 2005  | Detroit       | 25  | 39.4 | .428 | .349 | .893  | 4.3 | 6.5 | 1.0 | .2 | 18.7 |
| 2006  | Detroit       | 18  | 39.2 | .406 | .340 | .905  | 3.4 | 6.5 | 1.2 | .1 | 17.9 |
| 2007  | Detroit       | 16  | 40.6 | .435 | .389 | .832  | 3.3 | 5.7 | 1.2 | .1 | 18.6 |
| 2008  | Detroit       | 15  | 32.0 | .401 | .375 | .832  | 2.9 | 5.5 | .8  | .1 | 16.1 |
| 2009  | Denver        | 16  | 38.7 | .457 | .468 | .906  | 3.8 | 6.8 | 1.2 | .2 | 20.6 |
| 2010  | Denver        | 6   | 34.5 | .446 | .355 | .881  | 2.3 | 6.3 | 1.0 | .5 | 20.6 |
| 2011  | New York      | 1   | 35.0 | .273 | .333 | 1.000 | 2.0 | 4.0 | .0  | .0 | 10.0 |
| 2013  | L.A. Clippers | 6   | 19.2 | .306 | .353 | .818  | 2.0 | 1.0 | .2  | .2 | 6.2  |
| Total | Total         | 146 | 36.4 | .411 | .366 | .880  | 3.4 | 5.7 | 1.0 | .2 | 17.3 |

### Como treinador
| Time     | Ano      | Temporada regular | Temporada regular | Temporada regular | Temporada regular | Temporada regular      | Playoffs | Playoffs | Playoffs | Playoffs | Playoffs                 |
| Time     | Ano      | J                 | V                 | D                 | %                 | Classificação          | J        | V        | D        | %        | Resultado final          |
| -------- | -------- | ----------------- | ----------------- | ----------------- | ----------------- | ---------------------- | -------- | -------- | -------- | -------- | ------------------------ |
| Portland | 2021–22  | 82                | 27                | 55                | .329              | 4º na Divisão Noroeste | —        | —        | —        | —        | Não foi para os playoffs |
| Portland | 2022–23  | 82                | 33                | 49                | .402              | 5º na Divisão Noroeste | —        | —        | —        | —        | Não foi para os playoffs |
| Portland | 2023–24  | 82                | 21                | 61                | .256              | 5º na Divisão Noroeste | —        | —        | —        | —        | Não foi para os playoffs |
| Carreira | Carreira | 246               | 81                | 165               | .329              |                        | 0        | 0        | 0        | –        |                          |